# Atrocalopteryx
Atrocalopteryx is een geslacht van libellen (Odonata) uit de familie van de beekjuffers (Calopterygidae).

## Soorten
Atrocalopteryx omvat een handvol soorten:
- Atrocalopteryx atrata (Selys, 1853)
- Atrocalopteryx atrocyana (Fraser, 1935)
- Atrocalopteryx auco Hämäläinen, 2014
- Atrocalopteryx coomani (Fraser, 1935)
- Atrocalopteryx fasciata Yang, Hämäläinen & Zhang, 2014
- Atrocalopteryx laosica (Fraser, 1933)
- Atrocalopteryx melli (Ris, 1912)
- Atrocalopteryx oberthueri (McLachlan, 1894)